# Cerkiew św. Michała Archanioła w Inovcach
Cerkiew św. Michała Archanioła w Inovcach – drewniana greckokatolicka cerkiew filialna parafii Podhoroď. Należy do dekanatu Sobrance w eparchii koszyckiej Kościoła katolickiego obrządku bizantyjsko-słowackiego.
Cerkiew powstała w unikatowym typie cerkwi karpackich charakterystycznym dla okolic Sniny, posiada status Narodowego Zabytku Kultury.
Jest jedną z najmniejszych drewnianych cerkwi na Słowacji. 

## Historia
Cerkiew została wzniesiona na wzgórzu w północnej części wsi w 1836. W latach pięćdziesiątych XX wieku zamieniona na prawosławną, odzyskana przez grekokatolików w latach dziewęćdziesiątych. Remontowana częściowo w 1990. latach. Od 1998 nieużytkowana gdyż wybudowano nową murowaną świątynię.

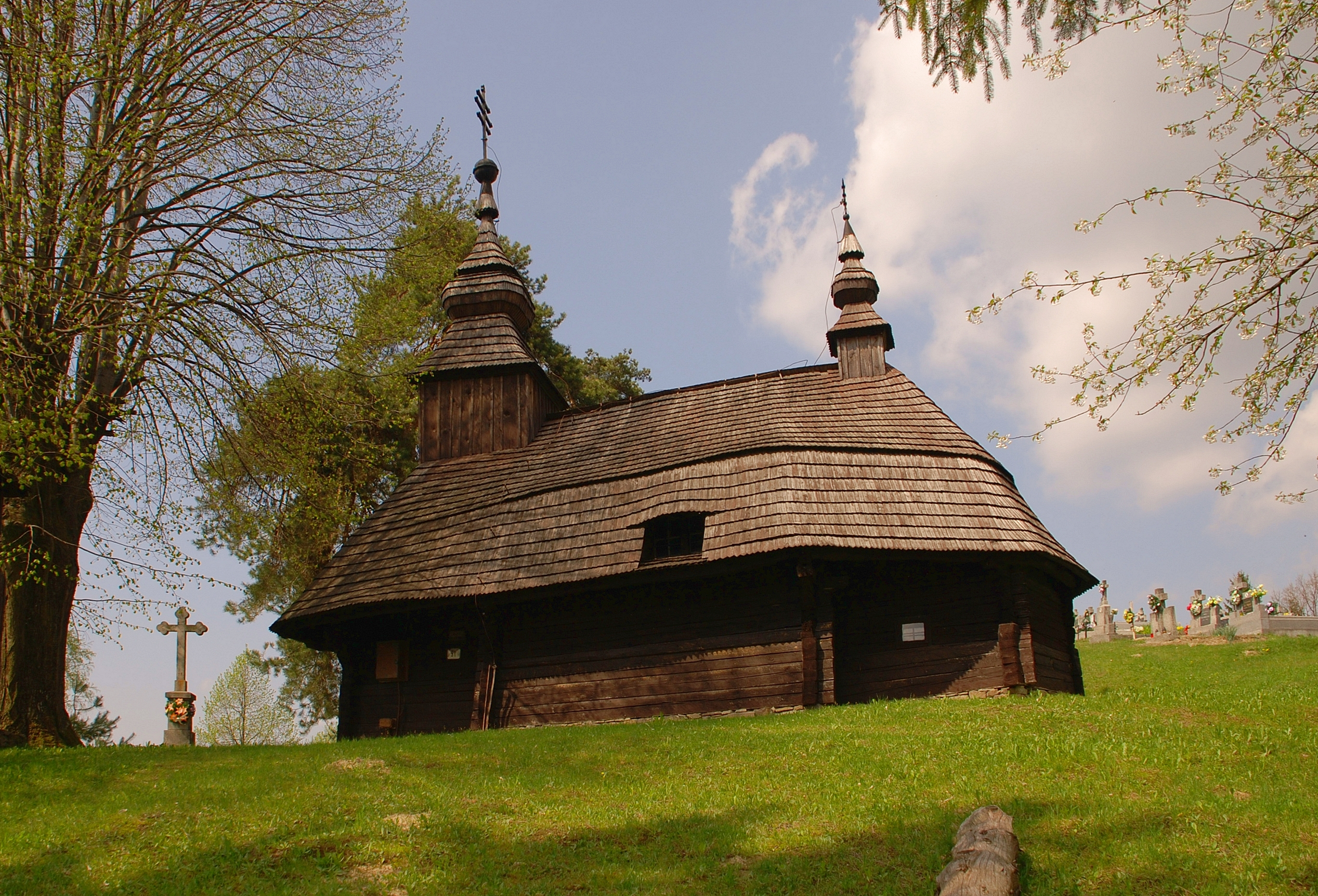
elewacja południowa
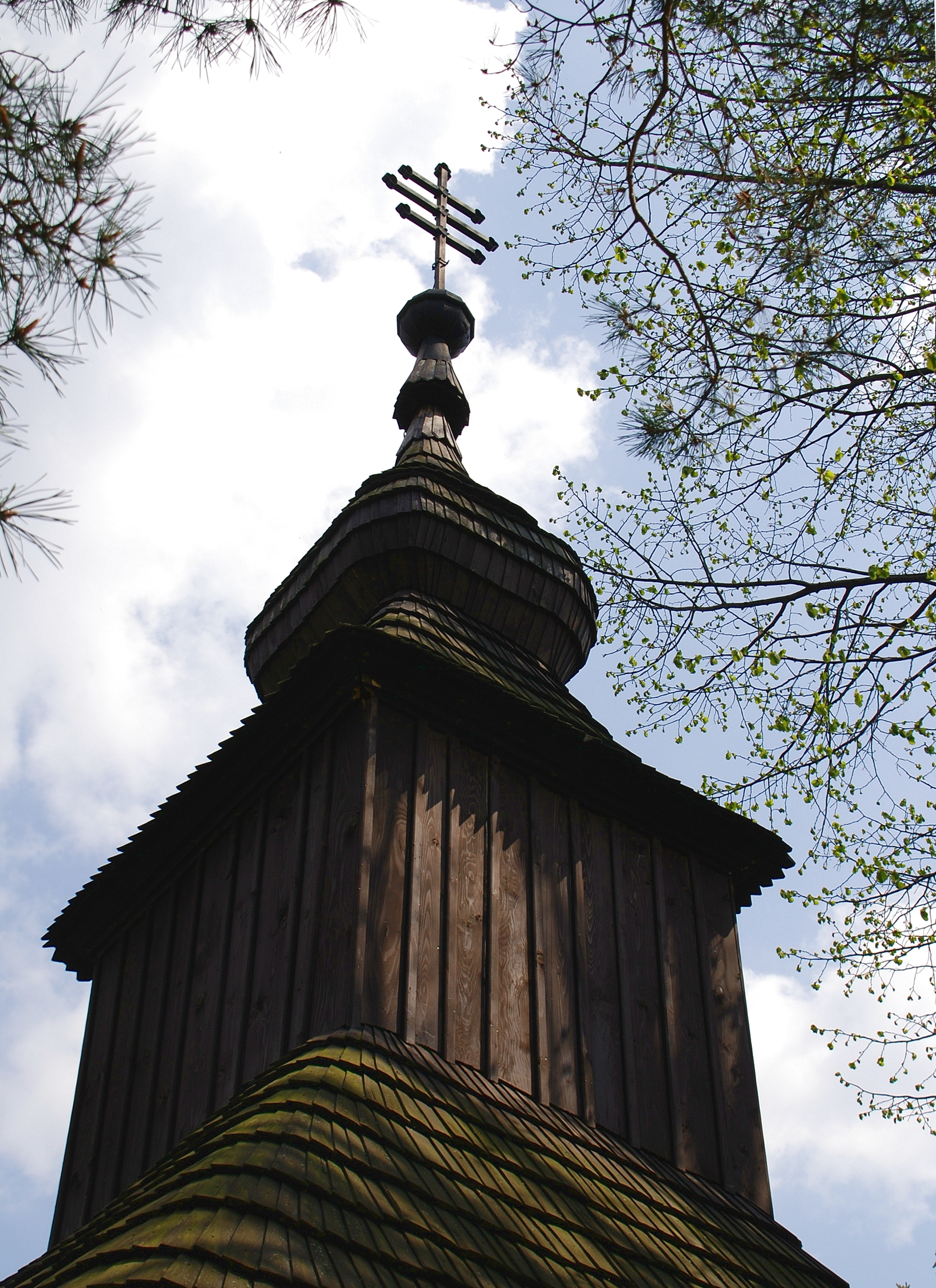
Wieża nad babińcem
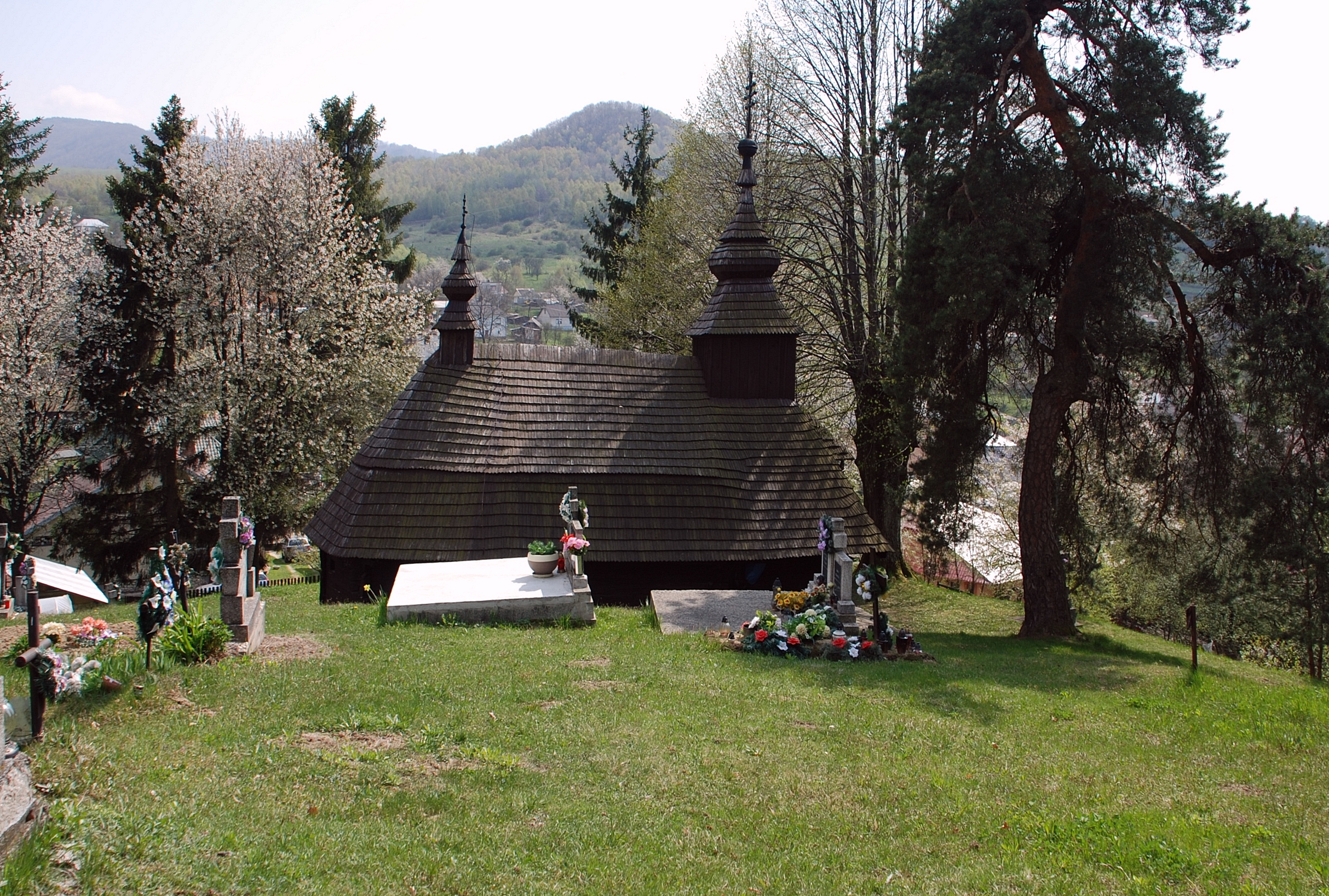
Widok od strony północnej

## Architektura i wyposażenie
Jest to bardzo mała cerkiew drewniana o konstrukcji zrębowej, posadowiona na kamiennych fundamentach. Budowla trójdzielna: do kwadratowej nawy przylega od strony wschodniej węższe zamknięte dwubocznie prezbiterium, a od zachodniej babiniec z posadowioną na jego zrębie niską wieżą słupową o prostych ścianach pokrytą namiotowym daszkiem zakończoną cebulastą banią z kutym trójramiennym krzyżem. Nad sanktuarium druga mniejsza podobna wieżyczka. Całość nakryta jednokalenicowym dachem gontowym z okapem wspartym na rysiach.
Wewnątrz we wszystkich pomieszczeniach stropy płaskie. W sanktuarium ołtarz główny z ikoną Pietà z 1842 roku. Między nawą a prezbiterium niepełny ikonostas z połowy XIX wieku z wpływami malarstwa zachodniego, asymetryczny, bo ma tylko północne diakońskie wrota. Zachował się krzyż procesyjny oraz niewielki, stojący krzyżyk.

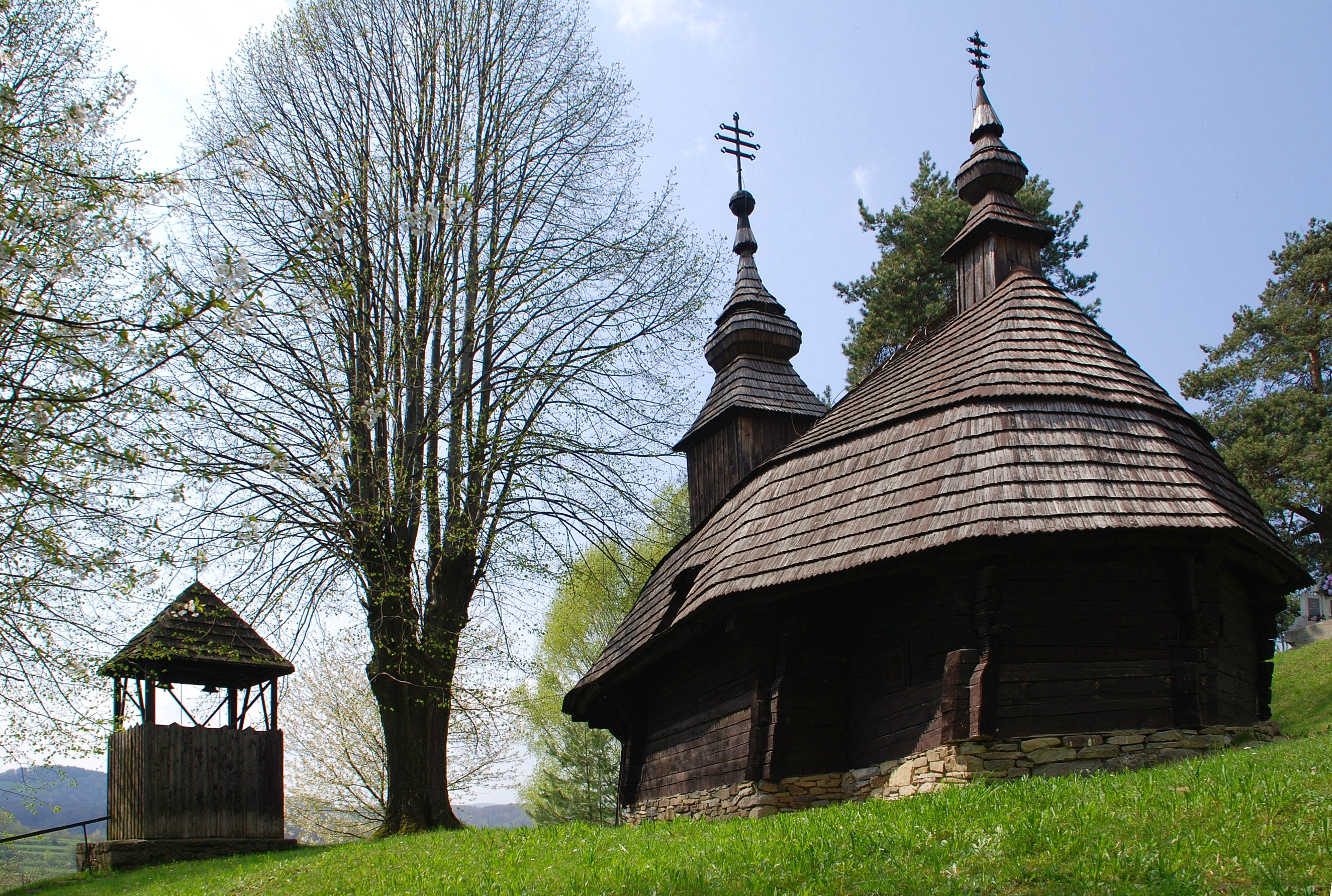
Dzwonnica
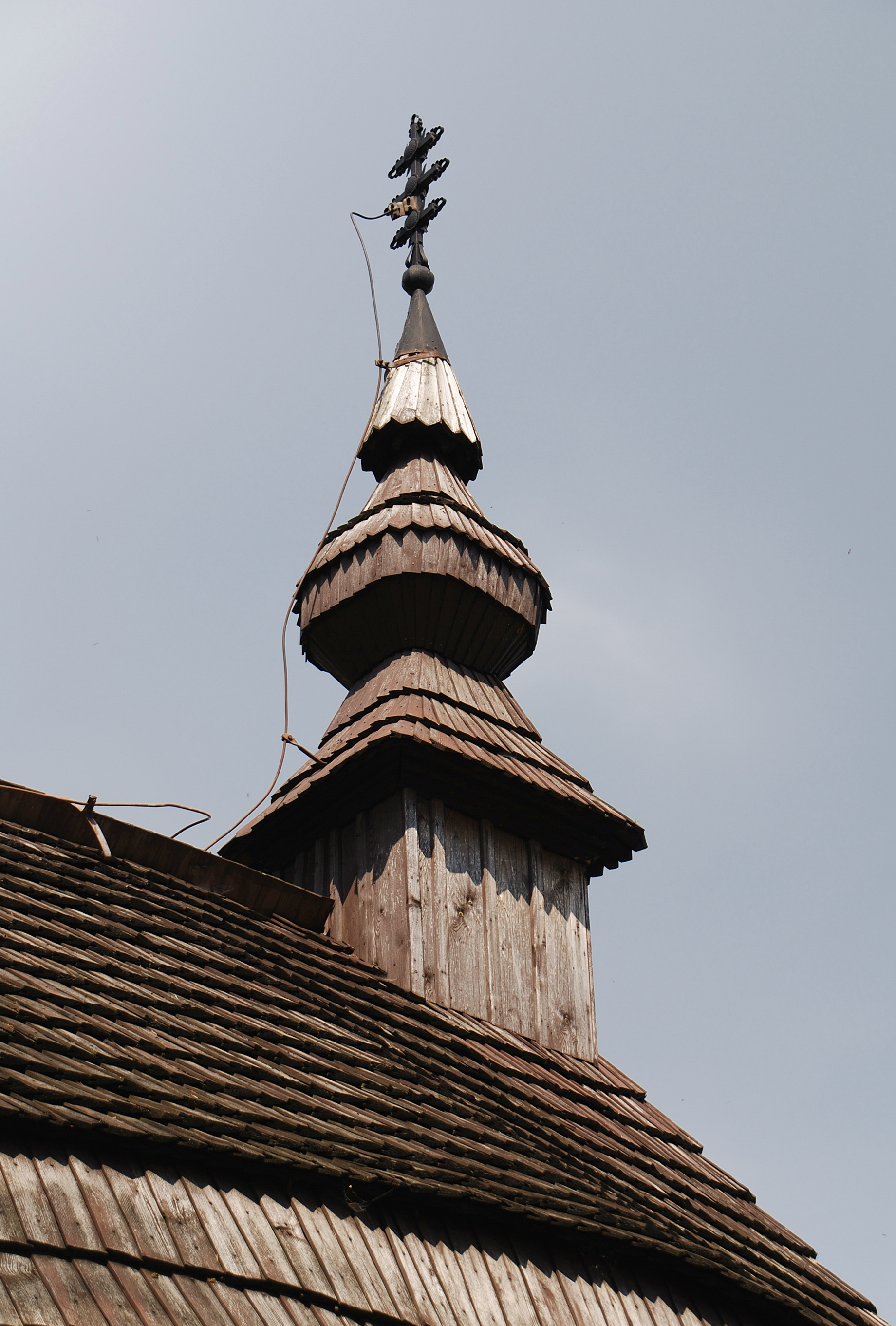
Wieżyczka nad sanktuarium
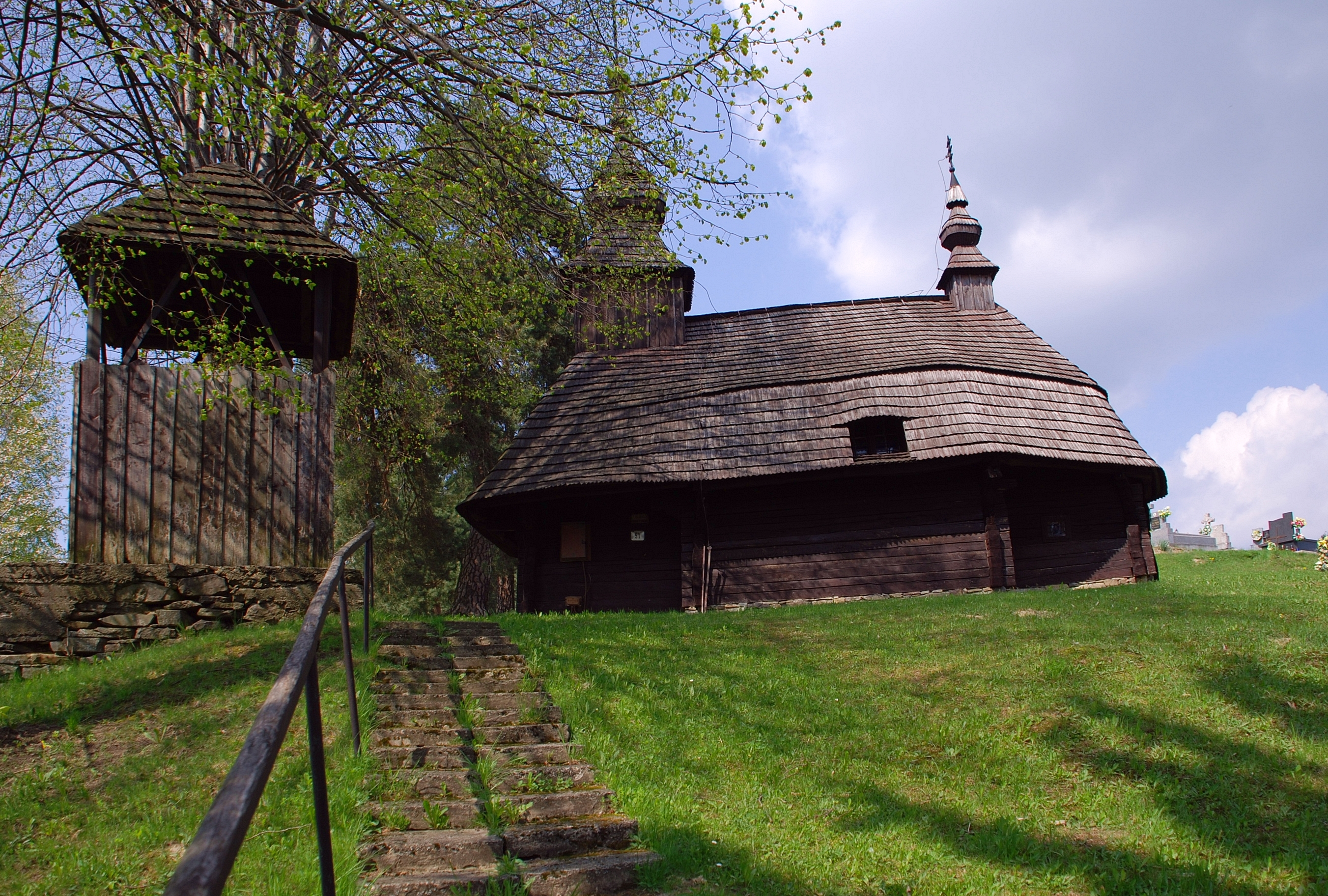
Dojście

## Wokół cerkwi
Obok cerkwi drewniana dzwonnica z dwoma dzwonami, konstrukcji słupowo-masztowj.